# Summer World University Games 2025/Teilnehmer (Saudi-Arabien)
| Gelbes Symbol für Goldmedaillen mit stilisierten Olympischen Ringen | Graues Symbol für Silbermedaillen mit stilisierten Olympischen Ringen | Braundes Symbol für Bronzemedaillen mit stilisierten Olympischen Ringen |
| ------------------------------------------------------------------- | --------------------------------------------------------------------- | ----------------------------------------------------------------------- |
| —                                                                   | —                                                                     | —                                                                       |

Saudi-Arabien nahm an den Summer World University Games 2025 vom 16. bis zum 27. Juli mit 33 Athleten (28 Männer und 5 Frauen) teil.

## Teilnehmer nach Sportarten

### Badminton
| Männer - Yazan Saigh - Abdulaziz Sardar - Mahd Shaikh | Frauen - Khadijah Kawthar |

### Fechten
| Männer - Hassan Abed - Omar al-Akkas - Ahmed Hazazi - Ahmed al-Fihani - Ali al-Bahrani - Ali al-Hashem - Abdullah al-Mansaf - Abdulaziz al-Mansaf | Frauen - Nada Abed - Danah al-Qassem - Fawzya al-Khibiri - Ahad bin Muammar |

### Leichtathletik
| Männer - Abdulaziz al-Shahrani - Essa Jarah - Hussain al-Saba - Azzam Abu Bakr - Hamzah al-Huzum - Saad bin Jawhar - Ali al-Nasfan |

### Taekwondo
| Männer - Meshari al-Shahrani - Rayyan al-Taifi - Bassam al-Dosari - Mohammed al-Sowaiq - Abdullah al-Qumizi - Rakan al-Asmari |

### Tischtennis
| Männer - Turki al-Mutairi - Mohammed al-Qassab - Khalid al-Shareif - Salem al-Suwailem |